# 楠普拉
楠普拉是莫桑比克第三大城市，也是楠普拉省的首府，位於首都馬普托東北1,393公里，距離印度洋海岸130公里，面積3,650平方公里。生產棉花、蔬菜、玉米、花生和木材。2017年人口743,125。

## 人口
| 人口普查年份 | 人口    |
| ------------ | ------- |
| 1997         | 303,346 |
| 2007         | 471,717 |
| 2017         | 743,125 |

## 外部連結
- MSN Map[永久]

15°07′00″S 39°16′00″E / 15.11667°S 39.26667°E